# Надвиг Льюиса
Надвиг Льюиса — геологическая сдвиговая структура в Скалистых горах на территории национального парка Уотертон-Лейкс в канадской провинции Альберта, национального парка Глейшер и Национального лесного массива Льюиса и Кларка) в американском штате Монтана.
Надвиг Льюиса возник во время формирования Скалистых гор около 170 млн. лет назад в результате столкновения двух тектонических плит. Напряжения, возникшие в плитах, сдвинули огромный скальный массив на 80 км к востоку. Скальный массив толщиной 5 и длиной несколько сот километров представляет собой древние докембрийские отложения. Подстилающий слой состоит из более мягких отложений мелового периода.
В результате надвига сформировались горные хребты Льюис и
Ливингстон.
Фронт Скалистых гор является  восточным краем хребта Льюис и представляет собой резкий обрыв, возвышающийся на 1200–1500 м над 
Великими равнинами.
Характерным объектом, возникшим в результате надвига Льюиса, является возвышающаяся над прерией гора Чиф, которая представляет собой одиночный клип восточного края надвинувшейся плиты. В течение миллионов лет в результате эрозии гора приняла своеобразную башнеобразную форму.